# Hans Poulsen Resen
Hans Poulsen Resen (2. februar 1561–14. september 1638), professor i teologi ved Københavns Universitet 1591–1615 og biskop over Sjælland fra 1615 til sin død.
Resen er en nøgleperson i den periode der kaldes den lutherske ortodoksi, som man kan regne fra Konkordieformlen 1577 til omkring 1675 hvor præsten Philipp Jacob Spener (1635–1705) med sit pietistiske programskrift Pia Desideria satte skub i overgangen til pietismen.

## Skole- og studietid
Denne mand, der ved sin ualmindelig kraftige personlighed har øvet en indflydelse i den danske kirke, der strækker sig langt ud over hans levetid, var født 2. februar 1561 i landsbyen Resen (på jysk Reisen, hvorfor samtiden ofte skrev hans navn Reisener) i Skodborg Herred, Ribe Stift, ikke langt fra Limfjordens bredder. Hans fader, Poul Hansen, var stedets sognepræst (død 21. september 1600); moderen hed Johanne Bertelsdatter (død 1. april 1578).
Da han var 11 år gammel, sattes han i Holstebro Skole, som han besøgte i 4 år under skolemester Tyge Nielsens vejledning. 1576 kom han i Ribe Skole, hvor han fik bolig hos rektoren, den som forfatter og siden som biskop bekendte magister Peder Hegelund. Men da hans moder var død, og faderen havde giftet sig igen, blev han taget ud af Ribe Skole og sendt til Viborg, måske af hensyn til, at skolen her havde rigeligere stipendier. Hos rektor Jacob Holm, siden biskop i Aalborg, fik han sit hjem.

## Udlandsrejser
I maj 1581 afgik han, ualmindelig godt forberedt, til universitetet, hvor han endnu samme år, efter et kort besøg i Rostock, tog den filosofiske bakkalavrgrad og allerede året efter optrådte som respondens ved professorernes disputatser. Da pesten 1583 udbrød i København, begav han sig hjem; men da man i Viborg trængte til en dygtig lærer og vidste, hvad han duede til, blev
han samme år antaget til rektorens medhjælper som lærer for de
ældste disciple.
I denne stilling blev han dog kun et års tid, da kansler Niels Kaas, der selv var udgået fra Viborg Skole og fulgte den med interesse, kaldte ham til hovmester for den unge
og begavede, ved sin tragiske skæbne siden bekendte Frederik Rosenkrantz. Med denne gik han i august 1584 til Rostock, hvor de fik bolig i professor Lucas Bacmeisters hus (I, 392). Efter et
besøg i hjemmet 1586 drog de til Wittenberg, hvor Resen 1588 tog
magistergraden som den øverste af 38 kandidater. Det bemærkes, at
«hans velbyrdige discipel havde da under hans vejledning forfremmet sig således udi sprog, boglige kunster og filosofi, at han med berømmelse også havde kunnet promovere til magister philosophiae, om hans stand og stat det havde tålt og tilstedt».
I foråret 1589 var de atter hjemme, ved hvilken lejlighed de
besøgte Peder Hegelund i Ribe og Tycho Brahe på Hven; universitetet tillagde Resen det såkaldte kongelige rejsestipendium, og snart efter finder vi ham og hans unge ledsager på nye og længere rejser.
Over Frankfurt am Main gik deres vej til Padova, hvis universitet dengang besøgtes af mange danske. Herfra gjordes udflugt gennem hele Italien over Rom til Sicilien, ja, trods faren for at blive opsnappet af tyrkiske fribyttere, besøgte de også Malta, inden de vendte tilbage til Padova, hvor de atter dvælede i
længere tid. Hjemrejsen gik gennem Schweiz, og til dette tidspunkt må det henføres, hvad Resens teologiske modstander Iver Stub mange år derefter rev ham i næsen, at han dengang var så gode venner med de calvinistiske schweizere, at en professor
i Basel tilbød ham en plads der og ville give ham sin datter til
ægte.
Adskilligt, blandt andet en vis sans for anvendelse af modersmålet i undervisning, tyder også på, at Resen i ikke ringe grad
var påvirket af ramismen, en videnskabelig retning der var opstået inden for den reformerte kirke.

## Professor ved Københavns Universitet 1591–1615
I oktober 1591 nåede de to unge mænd endelig hjem efter syv
års rejser, som for Resen havde været anledning til at indsamle
megen verdenserfaring og mange kundskaber; navnlig fremhæves
hans færdighed i det italienske sprog, som han bevarede, så
længe han levede. Ved sin hjemkomst fandt han i Niels Kaas,
der nu var formand i regeringsrådet, en velynder, hvem det
var om at gøre at skaffe hans udmærkede evner anvendelse i
universitetets tjeneste.
En bekvem lejlighed hertil tilbød sig, da
professoratet i dialektik eller logik netop var ledigt. Resen kaldedes
da 28. november 1591 til dette embede, hvormed var forbundet teologiske forelæsninger, og han kom således straks ind på den plads, der sædvanlig ansås for den højeste i det filosofiske fakultet.
At Resen med overordentlig flid har omfattet sin lærergerning,
fremgår blandt andet af den række lærebøger, han udgav i de til hans
fag hørende eller tilgrænsende discipliner. I det hele var det
kendeligt, at universitetet i ham havde fået en kraft, som var
anvendelig i mange retninger, og følgen blev da også, at han
efterhånden fik en meget stor indflydelse på alle akademiske
sager, særlig efter at han 2. april 1597 ifølge kansler Christian Friis' ønske var beskikket til professor i teologi. Den 23. juni samme år
tog han doktorgraden; det var netop 25 års dagen efter, at han
første gang satte sin fod i Holstebro Skole og således havde
betrådt den bane, der nu havde ført ham til lærdomstemplets
tinde.
Hvad hans huslige forhold angår, da havde han 14. juli
1594 ægtet Barbara, den afdøde teologiske professor Anders Lauridsens (X, 138)
datter, der i en ung alder var blevet enke efter kanniken Hans
Lauridsen i Roskilde. Med hende levede Resen i et kærligt ægteskab i syv år, i hvilke hun blev moder til en søn, Hans Hansen Resen og tre døtre. Hun døde den 29. oktober 1601 i Roskilde,
hvor familien havde søgt tilflugt under den herskende pest. En
mindetavle af sort, poleret marmor, som Resen lod opsætte over hende
i Roskilde Domkirke, findes der endnu og vidner om hans sorg
over tabet af hende.

## Bibeloversættelsen 1607 og reform af skolevæsenet
Alt som tiden gik, trådte Resen mere og mere i forgrunden
som den, der gav universitetet og snart også den danske kirke
sit præg. Han forfattede 1604–1607 den første danske bibeloversættelse efter grundteksten – tidligere havde man nøjedes med gengivelser af Luthers oversættelse. Samtid så vel som eftertid
har indrømmet, at Resens værk vidner om stor indsigt i grundsprogene, medens man har dadlet, at han alt for slavisk har holdt
sig til disses udtryksformer og ikke har taget tilstrækkeligt hensyn
til det danske sprogs krav, hvorved forståelsen vanskeliggordes,
særlig for ulærde bibellæsere.

Resen måtte da også på sine gamle
dage opleve, at da der atter blev trang til en kirkebibel, foretrak man den gamle, der hvilede på Luthers tyske oversættelse.
Senere kom dog Resens bibeloversættelse gennem Hans Svanes bearbejdelse atter til ære og har afgivet grundlaget for de danske
bibeludgaver gennem lange tider.
Da Christian IV 1604 havde påbudt en reform i det lærde
skolevæsen, forfattede Resen selv eller lod andre på grundlag af
hans forarbejder forfatte de vigtigste nye lærebøger (i grammatik,
logik, retorik, aritmetik og geometri), ligesom den forbedrede
skoleplan var hans værk. Den anseelse, han nød som en af de
lærdeste mænd i samtiden, gav ham adkomst til 1606 at ledsage
Kong Christian på hans rejse til England.

## Udrensning blandt modstanderne

### Kryptocalvinisterne
Ved samme tid var det Resen, som med sin stærke hånd mere end nogen anden standsede den bevægelse, som var oppe, for at fjerne eksorcismen ved dåben fra den danske kirke, idet hans hovedmotiv til at modsætte sig dette skridt, som Christian 4. allerede praktisk havde givet sit bifald, vistnok var, at det ville blive udlagt som en bortgang fra den gamle lutherske kirkepraksis og som en tilnærmelse til calvinismen.
For denne konfession havde Resen nemlig efterhånden fattet en stærk afsky, så han end ikke tog i betænkning ved en given lejlighed at betegne den som «den babyloniske skøge», en titel, som man ellers i protestantiske kredse plejede at lade Romerkirken være ene om at bære. Det blev derfor også en hovedopgave for Resen at spærre vejen for kryptocalvinismen, der siden Niels Hemmingsens dage havde vundet betydelig fremgang både i kirken her til lands og ved universitetet.

### Iver Stub
Hans bestræbelser i den retning støttedes ved den store tillid, som Kansler Christian Friis til Borreby og vel også Christian 4. selv nærede til hans kirkelige indsigt og duelighed. Dog skal det siges, at til at begynde med var det ikke Resen, men en af hans modstandere, professor Iver Stub, der gav anledning til, at den strid yppedes, der åbenbarede sidstnævntes stærke hældning til calvinismen og derfor blev ham til fald.
I en disputats havde han nemlig indladt sig på skarpt at kritisere Resens bibeloversættelse, hvad denne tog ham meget ilde op, og nu benyttede Resen sig af den omstændighed, at Stub, der var professor i det filosofiske fakultet, ikke havde ladet sin afhandling gennemgå de teologiske professorers censur, til at rejse en sag imod ham med det udfald, at Stub blev afsat (1609), særlig fordi det under sagen, ved hans egen tilståelse, blev godtgort, at han nærede stærke calvinske sympatier.
Ved Stubs afsættelse var det blevet åbenbart for alle kryptocalvinismens tilhængere, at de i Resen havde en mægtig og uforsonlig modstander, der, når lejlighed gaves, ville søge at fortrænge dem fra alle pladser, hvor de kunne øve en betydeligere indflydelse på den opvoksende slægt. Intet under derfor, at de også fra deres side med mistænksomhed vogtede på hans ytringer og foretagender. Og nu traf det sig, at Resen ved samme tid i en række akademiske teser («de deo triuno», 1609; «de uno mediatore» I-III, 1611–13) ligesom i forelæsninger udtalte sig på en måde, der let kunne vække anstød.
For at uddybe troslivets inderlighed og for at imødegå rationaliserende retninger, der var oppe i tiden, særlig inden for den reformerte kirke, gik Resen nemlig – under stærk fremhævelse af skriftordet Hebr. 13, 8: Jesus Christus er i går og i dag den samme, ja til evig tid – så vidt i sin fastholden af foreningen af Kristi guddommelige og menneskelige natur, at den sidste for ham næsten kun blev et skin, og at han kom meget nær til den fra den gamle kirkes historie bekendte monofysitiske eller utychianske ensidighed.
I det hele var han kommet ind på en spekulativ opfattelse af Treenighedsdogmet, der på en tid, da man med mistanke betragtede alt, hvad der kunne kaldes ny og uvant lære, måtte vække misbilligelse eller dog ængstelse selv hos sådanne, der ellers stod Resen nær i anskuelser, som tilfældet f.eks. var med den lærde Holger Rosenkrantz, der ikke var mindre ivrig end Resen selv i kampen
mod calvinismen.
Resens lære om Kristi natur var særlig frastødende for tilhængere af den filippistiske eller kryptocalvinistiske  retning, der ved deres stærke sondring mellem frelserens guddommelige og menneskelige natur nærmede sig den modsatte yderlighed og derfor af Resen betegnedes som nestorianere.

### Oluf Kock
Modsigelsen mod Resen trådte åbenlyst frem, da præsten ved Nicolai Kirke, Oluf Kock, i sine prædikener begyndte at ivre mod den formentlig nye og kætterske lære, og det i så heftige og hånlige udtryk og med så bestemt en adresse, at Resen ikke kunne lade det hengå upåtalt, men indgav en klage over Kocks adfærd til biskop Peder Vinstrup, der foreløbig suspenderede urostifteren. Denne var imidlertid ikke forknyt, men rejste over til kongen på Haderslevhus og overrakte ham en fulminant klage over Resen, hvem han beskyldte for, at han under en tiltagen, underfundig og bedragelig stil søgte at påliste kirken nye og kætterske lærdomme.
Herved forværrede Kock imidlertid kun sin egen sag. Den 7. januar 1614 befalede kongen biskop Vinstrup at lade Kocks forhold undersøge af en provsteret, og samme dag udgik der befaling til nogle medlemmer af rigsrådet, universitetets rektor og alle landets biskopper om at møde på Koldinghus for i kongens nærværelse at påkende tvisten mellem Resen og Kock, der samtidig indstævnedes til at give møde.
Det gik imidlertid Kock meget uheldigt. Provsteretten afsatte ham fra hans embede, og i Kolding viste det sig, at Resen, der mødte med et udførligt teologisk-polemisk indlæg (Clavis theognosias de notione dei æterna et ideis contra novitios anthropomorphitas), var sin modstander så overlegen i teologisk lærdom, at denne måtte give tabt, hvorpå han som
æreskænder blev dømt til landsforvisning. Kort efter blev præsten Niels Mikkelsen Aalborg, der i et privatbrev havde stillet sig på Kocks side mod Resen, også afsat for formentlig hælden til calvinismen.

### Resen må redegøre for uklare formuleringer, 1614
De i Kolding forsamlede bisper havde
imidlertid, inden de skiltes, indgivet en forestilling til Kongen,
hvori de anholdt om, at det måtte pålægges Resen nærmere at forklare sig, da de måtte formene, at der i hans udgivne teser
fandtes nye, uvante og farlige udtryksmåder, der ikke var kirkelig
anerkendte og derfor let kunne afstedkomme forargelse og misforståelse. Andragendet sluttede med den bøn, at kongen ikke
måtte vredes på biskopperne over dette skridt, da det var deres
embedspligt at våge over enighed og renhed i religionen og at
forebygge, at fremmede skulle få anledning til i deres skrifter
at angribe den danske kirke.
En begæring som denne, fremsat af landets biskopper, kunne
kongen ikke andet end tage hensyn til, og skønt Resen mente, at
han tilstrækkelig havde forklaret sig, blev det pålagt ham at
forfatte et skrift som det, der var forlangt, og senere ved nærmere
mundtlig forhandling at rydde den uheldige misforståelse til side.
Med sædvanlig flid og arbejdskraft tog han da straks efter sin
hjemkomst fat på sagen og udarbejdede i kort tid sit bekendte
skrift «de sancta fide» eller «Om den hellige tro», hvori han
i ni afsnit udførligt behandlede de lærepunkter, der i hans
tidligere teser havde været genstand for mistydning og modsigelse.
I juli 1614 samledes biskopperne i København med universitetets professorer for at drøfte skriftet, der endnu ikke var
trykt og derfor kunne modtage sådanne ændringer, som man
enedes om. Bisperne havde ikke få indvendinger, medens professorerne i det hele gav skriftet deres bifald. Det var kongens
bestemte ønske, at der skulle opnås enighed, og da Resen bekvemmede sig til flere ændringer som biskopperne ønskede, endte de
lange forhandlinger med godkendelse af hans skrift, idet
han dog måtte love fremtidig at holde sig til de vante og almindelig vedtagne teologiske udtryksmåder.
Det skrift, der havde
været hovedgenstanden for drøftelsen, udkom noget senere både
på latin og på dansk og må vistnok betragtes som Resens hovedværk. Det vidner ikke blot om forfatterens store lærdom, men
også om hans religiøse sind og dybe teologiske indsigt. Sproget
er imidlertid tungt, og fremstillingen mangler derfor ofte klarhed,
skønt det må antages, at adskillige dunkelheder er fjernet
ved bispernes censur.

## Biskop over Sjællands Stift 1615
Når det havde ligget Christian 4. og kansler Chr. Friis så
meget på hjerte, at Resen måtte klare alle indvendinger fra sig,
da var det ikke blot, fordi de højagtede manden og ville have
al mistanke om vranglære fjernet fra den danske kirke, men
særlig fordi man ønskede ham til biskop i Sjællands Stift efter
dr. Peder J. Vinstrup, der efter længere tids tiltagende svagelighed
var død umiddelbart før det omtalte møde i København. Så
megen betydning tillagde man dog de indvendinger, der var rejst
mod Resens læremåde, at hans udnævnelse til biskop først kom
29. april 1615, efter at hans forklaringsskrift «Om den hellige tro»
var blevet offentliggjort.
Allerede i en række år havde Resen faktisk været universitetets
hoved, nu blev han tillige den dansk-norske kirkes primas. Sin
stilling ved universitetet beholdt han fremdeles, og som dekan i
det teologiske fakultet ledede han dettes anliggender, idet han
blandt andet forestod en række doktorpromotioner, der i hans tid forefaldt hyppigere end nogen sinde tidligere. Den første, han kreerede
til dr. theol., var Jesper Rasmussen Brochmand, i hvem han fik en tro forbundsfælle i hævdelsen af streng luthersk ortodoksi, der nu blev
tidens løsen.
Den åbenbare eller hemmelige calvinisme måtte
forsvinde af kirken, navnlig efter at et så afskrækkende
vidnesbyrd om den nu rådende strenghed var givet, som da biskoppen
i Odense Hans Knudsen Veile 1616 blev afsat. I sagen mod
ham ser man vel ikke Resen åbenbart fremtræde; men der var sikkert
flere end Resens bitre fjende, Christoffer Dybvad, der gav ham
skylden for, at en mand blev fjernet fra bispestolen, der, fraregnet
hans unægtelige forkærlighed for Calvin og enkelte ubesindige
ytringer, ellers gjorde god fyldest i sit embede. Man har da
også ment, at Resen har støbt de kugler, som den beskikkede aktor,
Christen Thomesen Sehested, udskød mod den anklagede biskop;
men nogen vished derom har vi dog ikke.
Det var måske et forsøg på at berolige stemningen, når
Resen, efter at være blevet biskop, men i sin egenskab af teologisk
professor, 1615–1620 udgav den række disputatser, der bærer titlen:
«Pro d. Nic. Hemmingio, de gratia universali seu salutari omnibus
hominibus, contra Joh. Piscatorem» I-V. Thi den omstændighed,
at Resen her tog Niels Hemmingsens lære om «Guds almindelige
nåde» i forsvar mod en berømt reformert professors angreb,
måtte virke forsonende over for de mange, for hvem Hemmingsens
navn var dyrebart.
Reformationsjubilæet 1617
Da hundredårsdagen for den lutherske reformation oprandt den 31. oktober 1617, stod Resen ubestridt som den tonegivende i den dansk-norske kirke. Han var da for tredje gang universitetets rektor, og ved sine festskrifter: Jubilæus Christianus og Lutherus triumphans gav han mindedagen forøget glans.
Det løfte, Resen ved forhandlingerne 1614 havde givet, synes
han fuldt ud at have holdt sig efterrettelig. Fra dybsindige spekulationer over det for mennesker uudgrundelige gik han over til en
historisk og bibelsk teologi med den kristelige børnelærdom som
midtpunkt.
Resens virke som biskop
I sin virksomhed som biskop lagde han især vægten
på det opvækkende og opbyggelige, hvilket fremtræder i den
række ligprædikener og i de talrige anvisninger til behandling
af bods- og bededagstekster («Conciones litaneuticæ»), der haves
fra hans hånd (s. Kalkar, Theol. Tidsskrift 1874, s. 81 ff.). blandt
hans ligprædikener turde den betydeligste være den, han 1612
holdt over dronning Anna Cathrine. Dengang var han endnu
kun professor; når han alligevel fik det hverv at tale over dronningen, var det vistnok ikke alene på grund af den store anseelse, han nød, men vel også af hensyn til, at biskop Vinstrup allerede den gang var svagelig.
I sit bispeembede var Resen nidkær og årvågen, hvad de
mange synodalpåmindelser fra hans tid bærer vidnesbyrd om.
Ikke blot det lærde skolevæsens fremme lå ham varmt på
hjerte, men også folkeundervisningen. En række småskrifter
af ham vidner om, hvor stor vægt han lagde på katekismusundervisningen, den, som alle skulle have del i. I sit skrift de visitatione catechetica (1627) udtaler han det ønske, at den gamle
skik med konfirmation ved håndspålæggelse måtte blive genindført som afslutning på katekismusprøven for de unge og som
indledning til deres første altergang.
For Resen var minderne fra
reformationens dage dyrebare. For at opfriske dem udgav han
på ny, til dels i oversættelse, skrifter af Savonarola, Luther, Johannes Bugenhagen, Philipp Melanchthon og Peder Palladius. Hans mundheld
skal have været: «glemmer jeg dig, min kære Luther, og din
lille Katekismus, da blive min højre Hånd forglemt». Et blik
på titlerne på de skrifter, Resen har udgivet, viser noksom, i hvor
høj grad det har været ham magtpåliggende at gøre katekismens
indhold til menighedens sikre og umistelige eje.
Vurdering af Resen
Da Resen i det mindste i sin manddoms kraftigste år stod som
en stridens mand, der med sin stærke hånd atter tvang det
danske kirkeskib tilbage til Luthers kølvand, som det havde
været på vej til at forlade, måtte dommen over ham blive
meget forskellig. Medens der var dem, der fnøs af afmægtig
harme imod ham og «resenianismen», var der andre, der med
udelt beundring så op til «den store» Resens mægtige skikkelse.
Også i andre kirkelige forhold greb denne ind med kraftig hånd
og uden persons anseelse, som da han 1633 tvang den tyske præst
i København Bernt Meier, en mand, som han vistnok ellers havde megen agtelse for, til at føje sig efter de danske
kirkeskikke og kirkelove, som han mente at kunne tilsidesætte.

Over for den lærde og fromme Holger Rosenkrantz og hans særlige teologiske anskuelser viste Resen derimod større frisind end
Jesper Brochmand, skønt Resen dog ikke fandt det betimeligt
at tage bestemt afstand fra sin kollegas, som det måtte synes,
pietetsløse optræden over for den højt fortjente adelsmand.

### Trediveårskrigen og den store forordning af 1629 om kirketugt
Resens bispeår faldt til dels sammen med Trediveårskrigens
ulykker og ødelæggelser, der jo også for Danmarks indre og
ydre historie blev et sørgeligt vendepunkt. At den aldrende biskop derved fik et mørkt blik på tiden og med opgivelse af
ungdomsidealer lod sig føre med af reaktionære strømninger, og
at han under slige forhold fandt sig kaldet til at mane til bod
og bedring, kan jo findes rimeligt. Imidlertid vides det, at han
dog ikke var ret stemt for den forcerede bevægelse i retning af
streng bodstjeneste og kirketugt, som fik lovskraft ved den store
forordning af 29. marts 1629 «om kirkens embede og myndighed»,
skønt han, overtalt af Brochmand, føjede sig efter tidsstrømningen.
Det er i det hele kendeligt, at Resen i sine senere år mere og
mere lod Brochmand råde, måske i erkendelse af hans store
teologiske indsigt og dygtighed, måske også i erindring om,
at Brochmand havde stået på hans side i en kritisk stund, dengang
bisperne 1614 gik ham nær på livet. Resen nærede vel heller
ingen tvivl om, at det var Brochmand, der skulle fortsætte hans
gerning som vogter for den dansk-norske kirkes lutherske ortodoksi.

Resens «Litaniskole» (1632) og flere af ham forfattede eller oversatte salmer (s. Kirkehist. Saml. 3. Resen IV, 375) vidner om, at han
var en ven af salmesangen. Flere af kirkebønnerne i de ældre
udgaver af alterbogen er forfattet af ham.

### Resens andet ægteskab
Efter at Resen siden 1601 havde været enkemand, ægtede han
12. november 1615 sin formands, biskop Vinstrups, enke, Anne Eisenberg, der overlevede ham, men med hvem han ingen børn havde.
Da hun var formuende, og han selv havde rigelige
indtægter i sit bispeembede, lykkedes det ham med sin tarvelige
og sparsommelige jyske natur at blive en velhavende mand.

En del af denne formue (5500 Rigsdaler) bestemte han med sin hustrus
samtykke til legater for studenter, skoledisciple og fattige. Navnlig
betænkte han Herlufsholm Skole, hvis tilsynsmand han havde
været, og som han meget yndede, samt Skolen i Holstebro, der
havde ydet ham den første vejledning på videnskabernes bane.

I Herlufsholm Kirke lod han opsætte mindetavler over Herluf Trolle og Birgitte Gjøe; efter hans egen død rejste stedets præst,
skolens forhenværende, vel fortjente forstander Poul Jensen Kolding (IX, 360),
ham et anseligt mindesmærke i samme kirke.
Efter i flere år at have lidt af forskellige skrøbeligheder,
der dog ikke til stadighed havde hindret Resen i at udføre sin
embedsgerning, døde han, 77 år gammel, 14. september 1638. Efter
eget ønske jordedes han i Peder Palladius' gravsted i Vor Frue Kirke, hvis sognepræst, Niels Poulsen Schandorf, for en stor
forsamling forklarede «Jojadæ herlige tjeneste, hæderlige alderdom
og begravelse» (2. Krøn. 24) med anvendelse på den afdøde biskop,
i det der tillige gaves en udførlig fremstilling af hans levned.
Zwergius: Siellandske Clerisie s. 132 ff.
Brandt og Helveg: Den Danske Psalmedigtning I.
Rørdam: Kbhvns Universitets Hist. 1537–1621 III.
O.Andersen: Holger Rosenkrantz.
H. F. Rørdam